# Det är så ljuvt att i syskonringen
Det är så ljuvt att i syskonringen är en psalm med text skriven 1893 av Anders Gustaf Lindqvist och musik ur Svenska Missionsförbundets sångbok (1894). Texten bearbetades 1986 av Gunnar Melkstam.

## Publicerad i
- Psalmer och Sånger 1987 som nr 408 under rubriken "Kyrkan och nådemedlen - Kyrkan - församlingen".[1]